# Эссемягги
Э́ссемягги (нем. Essemäggi), также мы́за Э́эсмяэ (эст. Ääsmäe mõis) — рыцарская мыза в уезде Харьюмаа, Эстония. Находится на территории волости Сауэ, в деревне Ээсмяэ. Согласно историческому административному делению находилась на территории прихода Кейла. В годы Российской империи находилась на территории Эстляндской губернии и относилась к Кегельскому приходу.

## История
В 1569 году секретарю короля Швеции Юхана III и заместителю Таллинского штатгальтера Юхану Берендесу (Johan Berendes, ум. 1612) за выданный государству заём были заложены район Ээсмяэ и деревня Рахула. 9 августа 1574 года Юхану Берендесу было пожаловано дворянство, и за верную службу Ээсмяэ и Рахула были дарованы ему в родовое наследство.
Мыза Эссемягги была отделена от мызы Вооре в 1663 году. В течение столетий мыза находилась в собственности многих дворянских семейств. 
Первым собственником мызы был внук Юхана Берендеса генерал-майор Фабиан Берендес (Fabian Berendes, 1610–1678), семейство которого владело мызой до 1690 года, когда её купил Эбба Мёрнер (Ebba Mörner).
В 1770—1780 годах, когда мызой владело дворянское семейство Толей, было возведено двухэтажное главное здание (господский дом) мызы в стиле барокко.
В 1814 году владельцем мызы стал Карл Отто фон Лилиенфельд-Глазенап (Karl Otto von Lilienfeld-Glasenapp). В 1859 году мыза перешла его дочери Каролине де Россильон (Caroline de Rossillon). В 1874 году мызу купил Хуго Боргест (Hugo Borgeest). Последним собственником мызы до её национализации в 1919 году был Хуго Раудит (Hugo Raudith).
На военно-топографических картах Российской империи (1846–1863 годы), в состав которой входила Эстляндская губерния, мыза обозначена как Эссемягги.
В 1921 году главное здание мызы заняла местная школа. Она работала там до 1988 года, затем переехала в новое здание.
В настоящее время мыза находится в частной собственности.

## Главное здание
У главного здания в стиле барокко изначально была высокая вальмовая крыша. В 1950-х годах пожар уничтожил оригинальную крышу здания и потолок в стиле стукко в его зале. Нынешняя крыша была возведена в те годы восстановления и в отличие от первоначальной более плоская.
Дом украшает фасад, разделённый лизенами, и входная дверь с резьбой. Над центральным ризалитом шириной в три окна расположен треугольный фронтон с овальным окном. Интерьер господского дома был богато украшен. Сохранилась лестница в стиле барокко в вестибюле и стены зала с декором стукко.

## Мызный комплекс
Хозяйственные постройки мызного комплекса находились в основном вокруг внутреннего почётного круга мызы. К центру мызы раньше вела аллея длиной 1,6 километра; к настоящему времени от неё осталось около половины. Сохранилось несколько построек, большинство из них — в сильно перестроенном виде или в руинах.
В Государственный регистр памятников культуры Эстонии внесены 3 объекта мызного комплекса:

— главное здание (при инспектировании 13.05.2016 находилось в хорошем состоянии),

— мызный парк (при инспектировании 04.07.2017 находился в хорошем состоянии),

— амбар-сушильня (при инспектировании 04.07.2017 находилась в плохом состоянии).

## Галерея
- Задний фасад главного здания
- Мызный парк
- Руины амбара-сушильни